# به خدایی ناشناخته
به خدایی ناشناخته (به انگلیسی: To a God Unknown) نام یک کتاب ادبی است که توسط جان اشتاین‌بک، نویسندهٔ اهل آمریکا نوشته شده است. این کتاب یکی از آثار مشهور ادبی جهان است.

## ترجمه به فارسی
این کتاب به زبان فارسی ترجمه شده و با مشخصات زیر به چاپ رسیده است:
- ب‍ه‌ خ‍دای‌ ن‍اش‍ن‍اخ‍ت‍ه‌، ت‍رج‍مۀ م‍ح‍م‍د م‍ع‍ی‍ن‍ی‌، ت‍ب‍ری‍ز: ت‍لاش‌‏‫، ۱۳۶۸.
- ب‍ه‌ خ‍دای‌ ن‍اش‍ن‍اخ‍ت‍ه‌، ت‍رج‍مۀ ن‍ازی‍لا داوری‌‌دول‍ت‌آب‍ادی‌، اص‍ف‍ه‍ان‌: ن‍ش‍ر ب‍ی‍س‍ت‌‏‫، ۱۳۸۰.
- ب‍ه‌ خ‍دای‌ ن‍اش‍ن‍اخ‍ت‍ه‌، ترجمه‌ی شهرزاد لولاچی، تهران: افق‏‫، ۱۳۹۹.
- ب‍ه‌ خ‍دای‌ ن‍اش‍ن‍اخ‍ت‍ه‌، ترجمۀ مرضیه خسروی، تهران: روزگار، ‏‫۱۳۹۳.
- ب‍ه‌ خ‍دای‌ ن‍اش‍ن‍اس‌، ت‍رج‍مۀ ع‍ل‍ی‌ م‍ن‍ی‍ری‌، ک‍رج‌: در دان‍ش‌ ب‍ه‍م‍ن‌‏‫، ۱۳۸۵.‬